# 愛慕織姬
愛慕織姬（英語：Admire Vega），是日本純種競賽馬匹。於北部牧場出生後被馬主近藤利一購入。生涯活躍於中距離賽事，共獲獎金2億9060萬2000日圓，總戰績8戰4勝，名次分佈為4-1-0-3，勝場當中包括一級賽東京優駿（日本打吡）。於2000年7月被發現左前腳患有韌帶炎後隨即退役，成為社台Stallion Station的配種馬。

## 出賽前
1996年3月12日出生於北海道早來町（今安平町）北部牧場，原先於母胎內實爲雙胞胎，然而對於育馬界而言雙胞胎可能造成胎兒營養不良，因而於牧場相關人士商討下決定將其中一個胎兒進行流產，於成長途中被馬主近藤利一購入。
其後交由栗東訓練中心練馬師橋田滿訓練。

## 競賽生涯

### 3歲（現2歲）
1998年11月7日出戰京都競馬場3歲新馬戰，由武豐策騎。比賽開始後，其一直處於最內欄位置保持節奏，通過最後彎道時候抽出外檔加速，但受到阻擋之下再度內閃返回內欄。進入直路後，其成功於廣闊的內欄位置衝出突進，發揮末腳之下成功率先透出，最終以2 1/2馬位優秀以第一名衝線。然而所有馬匹衝線後審議燈隨即亮起，最終於賽會認爲愛慕織姬於直路的兩次斜行妨礙，對其處以貶至第四的懲罰。
其後出戰歐石楠賞，比賽初段其處於後方位置追走，比賽途中不斷進行加速爬升，於最後直路時候經已處於第二的位置。進入直路後，其隨即以優秀的反應加速衝刺，最終跑出後600米35.9秒末腳下，其成功壓制後方追擊的Thrilling Sunday，以頸位優勢取得首勝。
12月26日出戰短波電台盃三歲錦標，賽前壓贏朝日盃三歲錦標殿軍城中金星取得第一人氣。比賽開始後，其選擇於中團靠後位置展開推進，於第三彎道時候逐步向前進佔位置，並於通過第四彎道時抽出外檔準備發力。進入直路後，由於其於此時處於望空姿態，其得以發揮末腳速度之下一舉超越前方賽駒取得領先，後續保持速度抵擋後方城中金星的追擊，最終以1/2馬位擊敗對手取得首個分級賽冠軍。

### 4歲（現3歲）
1999年3月7日出戰年度首戰彌生賞，雖然賽前因長途運輸導致食慾不振，但仍然以1.5倍獨贏賠率取得第一人氣。比賽開始後，其選擇緩慢展開推進以停留於後方位置等待時機，並於第三彎道時抽出草地狀態良好的大外檔開始加速。進入直路後，再度發揮末腳衝出，可惜仍然無法超越一早處於先頭位置的成田路，最終以1馬位差距落敗得第二。
4月18日出戰皋月賞，比賽初段其仍然如同彌生賞時一般採取留後戰術，亦於最後彎道抽出大外檔準備加速。然而本次比賽，同樣處於大外檔的好歌劇亦於同樣時間發力衝刺，愛慕織姬進路被切斷之下，騎師武豐急速控制其內閃修正，於內欄位置重新進行衝刺，但最終其浪費腳程兼被先頭馬匹阻擋下未能順利加速，僅以第六完賽。
6月6日出戰東京優駿，賽前以3.9倍獨贏賠率獲得第二人氣，和第一人氣的成田路及第三人氣好歌劇被視爲本次比賽的三強。比賽開始後，前方由Wonder Fang帶出，好歌劇及成田路處於中團靠後位置，而愛慕織姬則處於後方等待時機。通過最後彎道時，其抽出大外檔位置急劇加速，直迫前方的好歌劇及成田路。最後200米，憑藉其優秀的末腳速度，其成功超越力約的好歌劇，亦於最後關頭在和清天路的纏鬥中勝出，最終以頸位優勢及平紀錄的2分25.3秒完賽時間取得首個一級賽冠軍，而鞍上的武豐亦成爲首位連霸東京優駿的騎師。
完成打吡後其情況放草，並於10月17日出戰京都新聞盃。比賽途中，其於平均的步速之中以穩定的節奏追走，通過第三彎道時候率先衝出加速，最終成功保持優勢之下拋離後方的成田路再下一城。
11月7日出戰菊花賞，由於其勝出前哨戰，賽前成功奪得第一人氣。比賽開始後，選擇拿手的後上戰術，於後方位置穩步追走等待時機。然而由於本次比賽缺乏典型的領放馬，愛慕織姬陷入了對後上馬不利的慢步速局面，加上其於比賽途中受到其他馬匹的緊盯而無法進佔有利位置，最終於諸多不利條件的加成之下，其於直路上無法順利加速衝出，最終以第六完賽。
完成菊花賞後其進入長期休養，並於其後進入位於福島縣磐城市競走馬綜合研究所常盤分所（今競走馬康復中心）進行治療。

### 5歲（現4歲）
2000年年初，其仍然處於休養狀態，並未出戰任何比賽。7月時完成休養進入函館競馬場調整，以秋季的產經賞及秋季天皇賞作爲目標。然而其於7月31日的訓練途中被發現左前腳患有韌帶炎，最終於陣營商討後決定即日退役。

### 詳細賽績
| 日期       | 舉辦國家 | 馬場 | 距離   | 級別 | 賽事名稱           | 負重 | 騎師 | 馬號 | 出馬 | 名次 | 時間   | 頭馬（二馬）         |
| ---------- | -------- | ---- | ------ | ---- | ------------------ | ---- | ---- | ---- | ---- | ---- | ------ | -------------------- |
| 7/11/1998  | 日本     | 京都 | 草1600 |      | 3歲新馬            | 54   | 武豐 | 1    | 14   | 4    | 1:35.1 | Mayano Matador       |
| 5/12/1998  | 日本     | 阪神 | 草2000 |      | 歐石楠賞           | 54   | 武豐 | 6    | 8    | 1    | 2:06.1 | （Thrilling Sunday） |
| 26/12/1998 | 日本     | 阪神 | 草2000 | GIII | 短波電台盃兩歲錦標 | 54   | 武豐 | 4    | 11   | 1    | 2:04.1 | （城中金星）         |
| 8/3/1999   | 日本     | 中山 | 草2000 | GII  | 彌生賞             | 55   | 武豐 | 6    | 15   | 2    | 2:03.7 | 成田路               |
| 18/4/1999  | 日本     | 中山 | 草2000 | GI   | 皋月賞             | 57   | 武豐 | 2    | 17   | 6    | 2:01.3 | 好歌劇               |
| 6/6/1999   | 日本     | 東京 | 草2400 | GI   | 東京優駿           | 57   | 武豐 | 2    | 18   | 1    | 2:25.3 | （成田路）           |
| 17/10/1999 | 日本     | 京都 | 草2200 | GII  | 京都新聞盃         | 57   | 武豐 | 11   | 18   | 1    | 2:12.3 | （成田路）           |
| 7/11/1999  | 日本     | 京都 | 草3000 | GI   | 菊花賞             | 57   | 武豐 | 14   | 15   | 6    | 3:08.2 | 成田路               |

## 退役後
退役後，愛慕織姬成爲了配種馬，於北海道早來町（今安平町）社台Stallion Station休養，在2001年進行配種。首批子嗣於2002年出生。首批子嗣可於2004年出賽。10月2日，暴風茶座在札幌兩歲錦標取勝，成爲首匹勝出分級賽的子嗣。2005年12月24日，T M Dragon在中山大障礙取勝，成爲首匹勝出一級賽的子嗣。2006年4月9日，天之吻於櫻花賞取勝，成爲首匹勝出平地一級賽的愛慕織姬子嗣。
2004年10月28日其被發現腹絞痛，相關因而隨即將其轉移至社台集團位於北海道苫小牧市的診所治理。然而10月29日其於運輸途中病情進一步惡化，最終因腹絞痛併發的胃破裂死亡，享年8歲。

### 主要子嗣

#### 一級賽優勝子嗣
粗體字為一級賽
2002年生
- T M Dragon（兩次京都跳欄賽、中山大障礙、阪神春季跳欄錦標）

2003年生
- Blumenblatt（府中牝馬錦標、一哩冠軍賽）
- 天之吻（百花盃、櫻花賞、京城盃秋季讓賽、中山牝馬錦標）

2005年生
- Merci Mont Saint（中山跳欄大賽）

#### 分級賽優勝子嗣
2002年生
- Admire Fuji（日經新春盃、兩次中山金盃）
- 暴風茶座（札幌兩歲錦標、共同通信盃）

2003年生
- 寶箱（海洋錦標、CBC賞、京阪盃）
- Nihonpillow Regalo（小倉紀念）

2004年生
- Al Nasrain（日經賞）
- Guilty Strike（東京跳欄錦標）
- Sunrise Vega（小倉大賞典）
- Towa Vega（阪神春季跳欄錦標）

2005年生
- Osumi Spark（小倉大賞典）

## 血統簡介
父系週日寧靜是美國三冠賽雙冠馬，退役後在日本配種，在日本馬壇相當成功，贏得多項分級賽事，其子嗣贏得巨額獎金，連續12年成為日本冠軍種馬。祖父Halo爲美國賽駒，曾贏得一級賽冠軍，爲美國冠軍種馬。
母系Vega日本賽駒，曾勝出雌馬三冠之櫻花賞及優駿牝馬。外祖父東來兵，曾勝出凱旋門大賽，退役後於日本配種，和週日寧靜及百仁時間被一同稱爲改變日本賽馬的三匹種馬。

### 血統表
| 父線：週日寧靜系（Halo系）    |                             |                 |               |
| 種馬 週日寧靜 1986年（棕色）  | Halo 1969年（棕色）         | Hail to Reason  | Turn-to       |
| 種馬 週日寧靜 1986年（棕色）  | Halo 1969年（棕色）         | Hail to Reason  | Nothirdchance |
| 種馬 週日寧靜 1986年（棕色）  | Halo 1969年（棕色）         | Cosmah          | Cosmic Bomb   |
| 種馬 週日寧靜 1986年（棕色）  | Halo 1969年（棕色）         | Cosmah          | Almahmoud     |
| 種馬 週日寧靜 1986年（棕色）  | Wishing Well 1975年（棗色） | Understanding   | Promised Land |
| 種馬 週日寧靜 1986年（棕色）  | Wishing Well 1975年（棗色） | Understanding   | Pretty Ways   |
| 種馬 週日寧靜 1986年（棕色）  | Wishing Well 1975年（棗色） | Mountain Flower | Montparnasse  |
| 種馬 週日寧靜 1986年（棕色）  | Wishing Well 1975年（棗色） | Mountain Flower | Edelweiss     |
| 繁殖雌馬 Vega 1990年（棗色）  | 東來兵 1983年（棗色）       | Kampala         | Kalamoun      |
| 繁殖雌馬 Vega 1990年（棗色）  | 東來兵 1983年（棗色）       | Kampala         | State Pension |
| 繁殖雌馬 Vega 1990年（棗色）  | 東來兵 1983年（棗色）       | Severn Bridge   | Hornbeam      |
| 繁殖雌馬 Vega 1990年（棗色）  | 東來兵 1983年（棗色）       | Severn Bridge   | Priddy Fair   |
| 繁殖雌馬 Vega 1990年（棗色）  | Antique Value               | 北地舞人        | 新北區        |
| 繁殖雌馬 Vega 1990年（棗色）  | Antique Value               | 北地舞人        | Natalma       |
| 繁殖雌馬 Vega 1990年（棗色）  | Antique Value               | Moonscape       | Tom Fool      |
| 繁殖雌馬 Vega 1990年（棗色）  | Antique Value               | Moonscape       | Brazen        |
| 雌系：號族：9-f               |                             |                 |               |
| 五代內近親交配：Almahmoud 4×5 |                             |                 |               |

## 命名由來
名字中，Admire（アドマイヤ）是馬主近藤利一的冠名，帶有仰慕、讚賞、尊重等意思，Vega（ベガ）意思是織女星，繼承自母系Vega之名字，香港則翻譯为「織姬」。

## 外部連結
- 愛慕織姬 netkeiba.com
- 愛慕織姬 sportsnavi.com
- 愛慕織姬 jbis.or,jb
- 愛慕織姬 racingpost.cpm
- 血統表 （页面存档备份，存于）